# Haukr Erlendsson
Haukr Erlendsson, död 1334 var en isländsk lärd och norsk riddare.
Haukr Erlendsson var 1294-1299 lagman på Island och 1303-22 i Gulathingslagen och Oslo. Tillsammans med en del andra norska herrar underskrev han Oslotraktaten 1319, en överenskommelse, enligt vilken Magnus Eriksson blev Norges kung. Haukr Erlendsson samlade och skrev av, ofta med egen hand, de många isländska litteraturalster, som finns bevarade i den så kallade Hauksbok i Arnamagneanska samlingen i Köpehamns universitetsbibliotek. Denna innehåller bland annat en viktig variant av Völuspá, Fostbrödrasagan, Erik Rödes saga, Hervarar saga med flera, tryckta 1892-96.